# 摇滚中国乐势力
《摇滚中国乐势力》是中国摇滚乐歌手窦唯、张楚、何勇和唐朝乐队1994年在香港红磡体育馆举行的一场音乐会实录专辑，全长60分钟。

## 曲目
- 高级动物 - 窦唯
- 噢 乖 - 窦唯
- 悲伤的梦 - 窦唯
- 飞翔鸟 - 唐朝乐队
- 选择 - 唐朝乐队
- 孤独的人是可耻的 - 张楚
- 上苍保佑吃完了饭的人民-张楚
- 厕所和床 - 张楚
- 蚂蚁 蚂蚁 - 张楚
- 姑娘 漂亮 - 何勇
- 钟鼓楼 - 何勇
- 非洲梦 - 何勇